# 穩態視覺誘發電位
穩態視覺誘發電位 （英语：Steady state visually evoked potential, SSVEP） 是指大腦對於特定頻率的視覺刺激會誘發的訊號。

## 简介
當視網膜接收到 3.5Hz 至 75Hz 的視覺刺激，大腦會產生和視覺刺激相同頻率或倍數頻率的電氣活動。

## 引用文獻
1. ↑  Beverina F, Palmas G, Silvoni S, Piccione F, Giove S. . PsychNol. J. 2003, 1: 331–54.